# Даванков Владислав Андрійович
Владисла́в Андрі́йович Даванко́в (рос. Владисла́в Андре́евич Даванко́в; нар. 25 лютого 1984, Смоленськ) — російський громадський і політичний діяч, підприємець. Заступник голови Державної Думи Федеральних зборів Російської Федерації з 12 жовтня 2021 року. Перший заступник керівника фракції партії «Нові люди» з 11 жовтня 2021 року. Член фракції «Нові люди».
Заступник Генерального директора АНО «Росія — країна можливостей» (2018-2021).
Через підтримку російського вторгнення в Україну перебуває під міжнародними санкціями Євросоюзу, США, Великої Британії, України та низки інших країн.
Кандидат на президентських виборах 2024 року від партії «Нові люди».

## Біографія

### Раннє життя
Владислав Даванков народився 25 лютого 1984 року в Смоленську в родині військового льотчика. Жив у місті до 17 років. Середню освіту здобув спочатку в смоленській школі № 3, а потім у гімназії № 1 імені Миколи Пржевальського.
У 2001 році поїхав до Москви, де вступив на історичний факультет МДУ ім. М. В. Ломоносова. Обрав кафедру нової та новітньої історії, спеціалізацію «Історія США». У 2006 році закінчив історичний факультет МДУ. Під керівництвом професорки Лариси Байбакової захистив дипломну роботу на тему «Проблема соціальної адаптації суспільства мормонів у США (остання третина XIX ст.)».
У 2008 році закінчив Російський державний соціальний університет. Має науковий ступінь кандидат соціологічних наук.
Почав працювати в компанії Faberlic. У 2013 році обійняв посаду віцепрезидента компанії Faberlic (ВАТ «Фаберлік») Олексія Нечаєва.
У 2014 році здобув додаткову освіту — закінчив Московську школу управління «Сколково».
У липні 2016 року компанія Faberlic оголосила про запуск акселератора для стартап-проєктів у сфері FMCG.

### «Росія — країна можливостей»
У 2017 році став генеральним директором компанії Фонд підтримки освітніх програм «Капітани Росії». Того ж року було розпочато проєкт «Мій перший бізнес», керівником якого став Владислав Даванков. Проєкт заявлявся як конкурс для школярів і проходив з жовтня 2017 року по березень 2018 року в рамках відкритої платформи «Росія — країна можливостей». 100 найкращих учасників отримали гранти на навчання на факультеті бізнесу «Капітани» Російського економічного університету ім. Г. В. Плеханова.
22 травня 2018 року президент Росії Володимир Путін підписав указ про створення автономної некомерційної організації «Росія — країна можливостей». Її засновником стало Управління справами президента. Директором 26 червня 2018 року було призначено Олексія Комісарова. Владислав Даванков був призначений заступником генерального директора. А керувати проєктом «Мій перший бізнес» призначили Ярослава Самиліна.
На цій посаді Даванков займався розвитком уже наявних конкурсів, а також пошуком, розробкою та впровадженням нових проєктів. У 2018 році конкурс «Мій перший бізнес» став одним із проєктів АНО «Росія — країна можливостей», 1 жовтня 2018 року в Москві було оголошено старт 2-го конкурсу «Мій перший бізнес».
У липні 2019 року Владислав Даванков був почесним гостем церемонії відкриття другої зміни платформи «Росія — країна можливостей» на майданчику Всеросійського молодіжного освітнього форуму «Територія смислів». Зміна проходила на базі майстерні управління «Сенеж» у підмосковному Солнечногорську.
У листопаді 2019 року в Сочі брав участь у Всеросійському конгресі організаторів заходів MEET IN SOCHI.
У березні 2020 року Олексій Нечаєв і Олександр Даванков створили політичну партію «Нові люди», яка того ж місяця отримала реєстрацію від Міністерства юстиції РФ. Владислав вступив до партії. Був керівником центрального виконавчого комітету партії «Нові люди».
У липні 2021 року на з'їзді партії «Нові люди» було затверджено список кандидатів для участі у виборах до Державної думи 8 скликання, які проводилися за змішаною системою. Даванкова занесли до списку в регіональну групу № 1 (Республіка Адигея, Краснодарський край) під номером 2 після Сергія Кусмакова, який ішов під № 1. За підсумками виборів, що відбулися 17-19 вересня 2021 року, «Нові люди» отримали за списком 13 мандатів. Один мандат отримала група № 1 і його передали Кусмакову. Однак той відмовився його прийняти та 29 вересня ЦВК передала мандат Владиславу Даванкову.

### Депутат Державної думи
У Держдумі 8 скликання увійшов до фракції «Нові люди». 12 жовтня 2021 року обраний заступником голови Держдуми від фракції «Нові люди».
Як віцеспікер Державної думи координує діяльність комітетів з охорони здоров'я та культури. Організовує співпрацю Державної думи з Парламентською асамблеєю Середземномор'я, законодавчими органами Узбекистану, країн Північної Африки, Бельгії, Люксембургу та Мальти.
На початку лютого 2022 року в Сочі брав участь в організованій партією «Нові люди» конференції, присвяченій розвитку міста-курорту.
У середині лютого 2022 року на тлі повідомлень про підготовку вторгнення Росії в Україну Даванкову, як віцеспікеру Держдуми, поставили запитання: «Кому вигідне нагнітання напруженості навколо України?». Він відповів: «Ми точно знаємо, кому невигідно: жителям „ДНР“ і „ЛНР“, українцям і жителям Росії. Війна — це людські жертви, санкції, долар по 150 руб., стрибок цін на продукти. У Росії за межею бідності 16 млн осіб. Ми готові до того, що їх стане більше?». 22 лютого 2022 року депутати Держдуми та члени Ради Федерації підтримали визнання незалежності «ДНР» і «ЛНР» фактично одноголосно. За рішення проголосували й депутати від партії «Нові люди». Віцеспікер Держдуми Даванков тоді заявив: «Демократія — це коли ми дискутуємо до ухваленого рішення. А коли рішення ухвалено, потрібно діяти». Він також очікував рішучих і швидких дій уряду, бо є розуміння щодо того, що «санкції тільки посиляться, курс долара зросте і стане складніше».
У червні 2023 року виступив із пропозицією скасувати домашні завдання для школярів.
Був висунутий кандидатом від партії «Нові люди» на виборах мера Москви, отримав 5,34 % голосів. У межах висунення Даванков заявив, що має намір домогтися рівномірного розвитку міста, запровадити мораторій на розширення й ущільнення столиці та запустити програму для навчання 100 000 дівчат цифровим спеціальностям.

### Законотворча діяльність
Був співавтором закону про заборону трансгендерного переходу в Росії, у розробку якого зробив великий внесок.

### Президентські вибори 2024 року
25 грудня 2023 року Даванков подав документи у ЦВК для участі в президентських виборах 2024 року від партії «Нові люди», також підтриманий «Партією Росту». 28 грудня 2023 року ЦВК дозволила відкрити виборчий рахунок і ухвалила рішення про реєстрацію уповноважених. Для участі у виборах Даванкову як кандидату від парламентської партії не потрібно збирати підписи виборців на свою підтримку.
1 січня 2024 року Даванков подав документи у ЦВК для реєстрації кандидатом у президенти. 5 січня Центрвиборчком РФ зареєстрував Владислава Даванкова як кандидата у президенти Росії від партії «Нові люди».
Владислав Даванков поставив свій підпис на підтримку реєстрації на президентських виборах Бориса Надєждіна, Ради Рускіх (б'юти-блогерка) і планує розписатися за всіх інших кандидатів.

## Санкції
25 лютого 2022 року, на тлі вторгнення Росії в Україну, занесений до списку санкцій країн Євросоюзу у відповідь на рішення Росії визнати «ДНР» і «ЛНР» та на рішення про відправлення туди російських військ.
11 березня 2022 року внесений до списку санкцій Великої Британії за «визнання незалежності» двох регіонів в Україні.
30 вересня 2022 року його внесли до санкційного списку США у відповідь на «фіктивні референдуми» і «анексію територій України російськими окупаційними силами». Державний департамент зазначає, що депутати одноголосно ухвалили закон про фейки, а деякі депутати зіграли ключову роль у поширенні російського погляду про війну.
23 лютого 2023 року занесений до санкційного списку Канади «поплічників режиму», оскільки він «голосував за законодавство, пов'язане з вторгненням і спробою анексії чотирьох регіонів України».
За аналогічними підставами перебуває в санкційних списках Швейцарії, Австралії, Японії, України та Нової Зеландії.

## Оцінки
За відомостями спеціального кореспондента «Медузи» Андрія Перцева, Владислав Даванков — племінник Олександра Даванкова, друга голови партії «Нові люди» Олексія Нечаєва і його партнера по Faberlic. Він допоміг познайомити Нечаєва з Ковальчуками та главою внутрішньополітичного блоку адміністрації президента, завдяки чому Нечаєва підтримували в Кремлі.

## Особисте життя
Одружений, має двох дітей. Дід — Даванков Вадим Олександрович (1937-2022), учений-хімік. Батько — Андрій Даванков, генеральний директор ТОВ «Стариця Авіа», аероклубу в місті Стариця Тверської області.
Хобі: гольф і гра ґо.

## Нагороди
- Подяка президента Російської Федерації (30 грудня 2019) — за заслуги в організації та проведенні Року добровольця (волонтера) в Російській Федерації[41]
- Почесний знак Росмолоді
- Грамота до пам'ятної медалі «За безкорисливий внесок в організацію громадської акції взаємодопомоги „#МыВместе“» (2020)[42]
- Медаль ордена «За заслуги перед Вітчизною» II ступеню[43]
- Орден Дружби (26 серпня 2023, «Південна Осетія») — за великий внесок у розвиток співробітництва між Республікою Південна Осетія та Російською Федерацією[44]